# Artemisia biennis
Artemisia biennis es una especie de arbusto del género Artemisia, se distribuye por Europa.

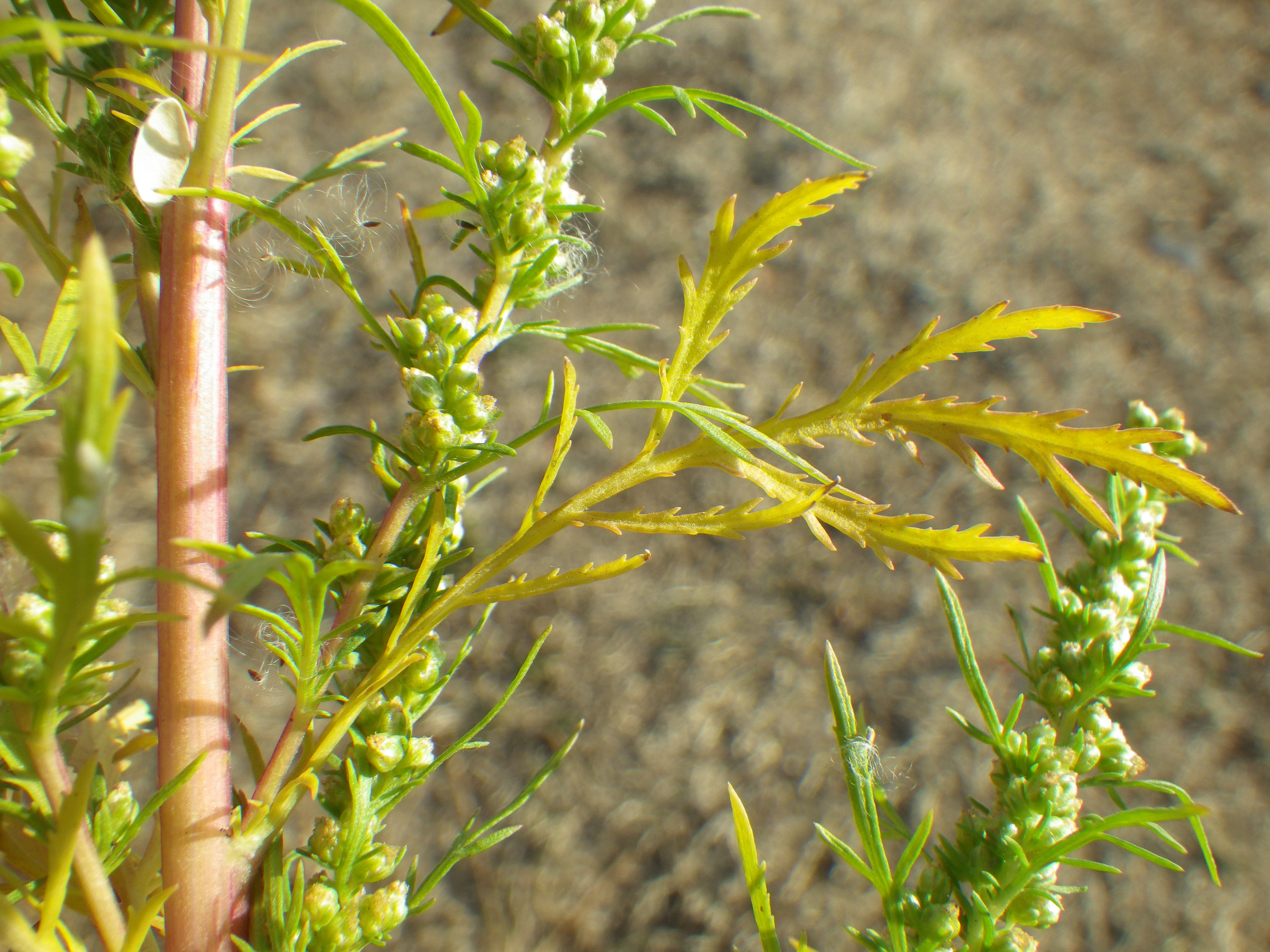
Inflorescencia

## Descripción
Es una hierba anual o bienal con un tallo único erecto rojizo que alcanza un tamaño de hasta 2 metros de altura máxima. Por lo general, sin pelo y sin aroma. Las hojas volantes son de hasta 13 centímetros de largo y está dividido en delgados segmentos en forma de lanza con largos dientes. La inflorescencia es una vara densa de grupos de cabezas de flores intercaladas con hojas. El fruto es un pequeño aquenio de menos de un milímetro de ancho.

## Especies invasora
Se trata de una especie invasora y maleza nociva en algunas partes de América del Norte. Es una maleza de varios cultivos agrícolas, en particular de la soja y otros tipos de comestibles secos como frijoles y girasol.

## Taxonomía
Artemisia biennis fue descrita por Carl Ludwig Willdenow y publicado en Phytographia 11, n. 39. 1794.
Etimología
Hay dos teorías en la etimología de Artemisia: según la primera, debe su nombre a Artemisa, hermana gemela de Apolo y diosa griega de la caza y de las virtudes curativas, especialmente de los embarazos y los partos. Según la segunda teoría, el género fue otorgado en honor a Artemisia II, hermana y mujer de Mausolo, rey de la Caria, 353-352 a. C., que reinó después de la muerte del soberano. En su homenaje se erigió el Mausoleo de Halicarnaso, una de las siete maravillas del mundo. Era experta en botánica y en medicina.
biennis: epíteto que significa "bienal".
Sinonimia
- Artemisia australis Ehrh. ex DC.
- Artemisia biennis var. biennis Willd.
- Artemisia biennis var. diffusa Dorn
- Artemisia cernua Dufour ex Willk. & Lange
- Artemisia cernuiflora Dufour ex Willk. & Lange
- Artemisia eschscholtziana Besser
- Artemisia hispanica Jacq.
- Artemisia inconspicua Spreng.
- Artemisia jacquinii Raeusch.
- Artemisia microcephala Hillebr.
- Artemisia pyromacha Viv.
- Artemisia ramosa Lag. ex Willk. & Lange
- Artemisia seriphium Pourr. ex Willk. & Lange	[4]